# Тампонажні матеріали
Тампонажні матеріали — матеріали, які при змішуванні з водою або водними розчинами солей, утворюють суспензії, здатні в умовах свердловини перетворюватися в практично непроникне тверде тіло.
Як тампонажні матеріали найширше застосовують мінеральні в'яжучі речовини — спеціальні марки цементів.
До мінеральних в'яжучих речовин належать також рідкі матеріали, здатність до затвердівання яких проявляється при змішуванні їх з розчинами інших хімічних речовин. У суміші таких речовин відбувається хімічна реакція, в результаті якої випадає тонкодисперсний твердий осад.
Як тампонажні застосовуються й органічні матеріали, що полімеризуються (деякі смоли, пластичні маси та ін.).

## Класифікація тампонажних матеріалів
Хімічні речовини, які забезпечують затвердівання тампонажних розчинів, називаються базовими тампонажними матеріалами або цементами. Речовини, які вводяться для регулювання властивостей тампонажних розчинів або тампонажного матеріалу, називаються домішками. Матеріали, які містять домішки, називаються модифікованими.
Хімічні речовини, які забезпечують затвердіння рідиноподібної системи — тампонажного розчину часто змішують з іншими речовинами — наповнювачами, щоб зекономити в'яжуче, змінити фізичні властивості розчину (обважнювальні, полегшувальні домішки) та надати їм спеціальні властивості (закупорювальні або армувальні наповнювачі), або з хімічно активними домішками, щоб прискорити чи сповільнити темпи затвердіння, зменшити корозійну дію навколишнього середовища і т. д.
- За характером застосування тампонажні матеріали можна розділити на три групи: а) базові тампонажні матеріали;

б) модифіковані тампонажні цементи (суміші);
в) домішки до тампонажних матеріалів для їх модифікування.
- За властивостями тампонажні матеріали класифікуються на:

1. швидкотужавіючі;
2. повільнотужавіючі;
3. корозійно стійкі до певних середовищ;
4. розширювальні;
5. із закупорювальними властивостями;
6. з особливо високою рухомістю (текучістю);
7. з низькою водовіддачею;
8. армовані волокнами.
- За складом тампонажні цементи розділяють на такі групи:

1. портландцементи (без домішок, крім гіпсу);
2. портландцементи з мінеральними домішками до 20 %;
3. портландцементи зі спеціальними домішками, які регулюють густину цементного тіста (20—80 %);
4. цементи на основі глиноземистого клінкера;
5. безклінкерні цементи на основі вапняково-кремнеземистих в'яжучих, доменних шлаків та інших відходів металургійної промисловості, а також цементи полімерні, на основі гіпсу і композиції декількох в'яжучих речовин.
- За температурою застосування тампонажні цементи діляться на:

1. для низьких температур (15 0С);
2. для нормальних температур (15 — 50 0С);
3. для помірних температур (50 — 100 0С);
4. для підвищених температур (100—150 0С);
5. для високих температур (150—250 0С);
6. для надвисоких температур (250 0С);
7. для циклічно-змінних температур.
- За густиною одержаного розчину тампонажні цементи поділяють на:

1. легкі — 1400 кг/м3;
2. полегшені — 1400—1650 кг/м3;
3. нормальні — 1650—1950 кг/м3;
4. обважнені — 1950—2300 кг/м3;
5. важкі — 2300 кг/м3.
- За стійкістю до агресивної дії пластового середовища тампонажні цементи розділяються на:

1. стійкі до сульфатних середовищ;
2. стійкі до кислих (вуглекисле, сірководневе) середовищ;
3. стійкі до магнезіальних середовищ;
4. стійкі до полімінеральних середовищ.
- За величиною об'ємних деформацій при твердінні:

1. без особливих вимог;
2. безусадочні — величина лінійної деформації розширення після 3-х діб твердіння до 0,1 %;
3. цементи, що розширюються — величина лінійної деформації розширення після 2-х діб твердіння більше 0,1 %.
Американський нафтовий інститут класифікує цементи на дев'ять класів залежно від умов цементованої свердловини (класи А, В, С, D, Е, F, G, Н, І).
Класифікація тампонажних цементів за стандартом американського нафтового інституту (АРІ): Class A — будівельний або звичайний цемент для використання при цементуванні свердловин до глибини 6000 футів (1830 м);
Class B — для використання від поверхні до глибини 6000 футів (1830 м) для умов, що потребують від середньої до високої сульфатостійкості;
Class C — для використання від поверхні до глибини 6000 футів (1830 м) для умов, які потребують раннього набору високої міцності;
Class D — для використання на глибині від 10 000 до 14 000 футів (3050–4270 м) в умовах від середнього до високого тиску та температури;
Class E — для використання на глибині від 10 000 до 14 000 футів (3050–4270 м) в умовах високої температури і тиску;
Class F — для використання на глибині від 10 000 до 16 000 футів (3050–4880 м) в умовах надзвичайно високих температур і тиску;
Class G — для використання від поверхні до глибини 8000 футів (2440 м); може бути модифікований добавками для використання в широкому діапазоні тисків і температур на глибинах свердловин;
Class H — подібний за формою та застосуванням до класу G, але має більш грубий помел. Для використання від поверхні до глибини 3660-4880 м.

## Приклади тампонажних матеріалів
СУМІШ НА ОСНОВІ РЕЗОРЦИНОФОРМАЛЬДЕГІДНОЇ СМОЛИ ФР-12 — тампонажний матеріал, який із отверджувачем типу формалін чи параформ застосовується для ізоляції «сухих» поглинаючих горизонтів, оскільки час твердіння смоли, а також якість одержаного затверділого матеріалу в значній мірі залежать від ступеня розведення її водою.
СУМІШ НА ОСНОВІ ФЕНОЛОСПИРТУ, (ФС) — тампонажний матеріал для ізоляції припливу пластової води за температур 70-110 0С (за температури 65 0С ФС не отверджується). Швидкість конденсації фенолоспирту залежить від рН, зовнішнього тиску, температури. З їх збільшенням вона зростає. Найбільший вплив виявляє температура (збільшення її на 10 0С призводить до скорочення термінів загущення більше, ніж у 2 рази).
СУМІШІ НА ОСНОВІ СЕЧОВИНОФОРМАЛЬДЕГІДНОЇ СМОЛИ СФ-17 — тампонажний матеріал, який застосовуються із отверджувачем типу: розчин щавлевої кислоти та хлористого амонію, гасовий контакт Петрова, соляна кислота та розчин кислого гудрону. Час твердіння залежить від температури середовища, виду та концентрації розчину отверджувача.
Полегшені тампонажні цементи ОЦГ — на основі суміші шлаку, портландцементного клінкеру і трепелу при співвідношенні компонентів 1:1 (за масою) та ОШЦ — на основі суміші шлаку і глини (наприклад бентоніту). Діапазон густини тампонажних розчинів на основі ОЦГ — 1450 ÷ 1600 кг/м3, водосумішеве відношення (В/С) = 0,7 ÷ 1,1, допустимі температури використання 40 ÷ 150 °С. Діапазон густини тампонажних розчинів на основі ОШЦ — 1450 ÷ 1550 кг/м3, В/С = 0,85 ÷ 0,95, рекомендована температура використання для ОШЦ-120 — 80 ÷ 160 °С, для ОШЦ-200 — 160 ÷ 220 °С . Цементи ОЦГ і ОШЦ вироблялись в Україні Констянтинівським ВАТ «Завод обважнювачів».
В Україні були розроблені також полегшені цементи ПЦТІІІ-Пол5-100 і ПЦТІІІ-Пол4-100 до складу яких входить 50 % цементного клінкеру і 50 % полегшувальної домішки — цеолітизованого туфу, та 3 % гіпсу . Діапазон густини тампонажних розчинів на основі таких цементів 1400 ÷ 1500 кг/м3 при В/С = 1 ± 0,2. Рекомендована температура використання 50 ÷ 100 °С.

## Вітчизняні тампонажні матеріали
В Україні тампонажний цемент випускається згідно із стандартом ДСТУ Б. В.2.7-88-99 уніфікований із стандартом Американського нафтового інституту (АРІ) 10А у частині цементів типів І-G і І-Н.
За речовинним складом цементи поділяють на такі типи: I — тампонажний портландцемент без домішок;
I-G — тампонажний портландцемент без домішок з нормованим вимогами при водоцементному відношенні (В/Ц) = 0,44;
I-H — тампонажний портландцемент без домішок з нормованими вимогами при В/Ц = 0,38;
II — тампонажний портландцемент з мінеральними домішками;
III — тампонажний портландцемент із спеціальними домішками, які регулюють густину цементного розчину.
За густиною цементного розчину тампонажні цементи типу III поділяються на: — полегшені (Пол) (густина ˂ 1400—1650 кг/м3); — поважчені (Пов) (густина 1950—2300 кг/м3).
За температурою застосування цементи типів І, ІІ і ІІІ поділяють на цементи, призначені для: — низьких і нормальних температур (15 — 50) оС), — помірних температур (51 — 100) оС, — підвищених температур (101—150) оС.
За сульфатостійкістю тампонажні цементи поділяють на: а) типи І, ІІ, ІІІ — звичайний (вимоги за сульфатостійкістю не висувають); — сульфатостійкий (СС);
б) типи І-G і І-Н — високої сульфатостійкості (СС-1); — помірної сульфатостійкості (СС-2).
Умовне позначення цементу має складатися з літерних позначень, призначення, сульфатостійкості, середньої густини для цементу типу ІІІ, максимальної температури застосування, гідрофобізації або пластифікації (ГФ або ПЛ), назви стандарту.

## Модифіковані тампонажні матеріали
Модифіковані тампонажні матеріали — це, зокрема, полегшені, обважнені і такі, що розширюються при тужавінні.
Полегшені тампонажні цементи відносять до модифікованих матеріалів. Існує декілька способів зниження густини тампонажних матеріалів і розчинів:
1) зниженням густини твердої фази шляхом додавання легкого наповнювача або використанням в'яжучої речовини з меншою густи-ною;
2) підвищення водосумішевого відношення з одночасним збільшенням водоутримуючої здатності розчину;
3) введенням у тампонажний розчин газової фази з одночасним її диспергуванням та стабілізацією утвореної піни: а) аеруванням тампонажних розчинів;
б) введенням штучних або природних мікрочасток (капсул);
в) введенням спеціально оброблених, спучених матеріалів з ве-ликим ступенем кавернозності та низькою насипною масою;
4) заміною частини води вуглеводневою рідиною меншої густини;
5) комбіновані способи.
Вибір способу зниження густини тампонажного матеріалу визначається гірничо-геологічними умовами його застосування, а також технологічними можливостями підприємства, яке виконує тампонажні роботи.
Найбільш поширені полегшені тампонажні матеріали, що засто-совуються в Україні, відносяться до першого і другого способів, або основані на комбінованому застосуванні цих способів у тампонажних сумішах. Спосіб одночасного зниження густини і збільшення водосу-мішевого відношення був застосований для створення полегшених тампонажних матеріалів, що виготовлялись в Україні у промислових масштабах.
Для полегшення густини тампонажних розчинів у практиці за-стосовуються такі мінеральні домішки: фільтроперліт, перліт, глино-порошок, кислі золи-виносу електростанцій, зольні мікросфери (ценосфери), опоки, трепели, цеолітизований туф тощо.
При кріпленні свердловин у відкладах з аномально високими пластовими тисками (АВПТ) на глибинах 4000 — 6000 м виникає необхідність застосування тампонажних матеріалів і розчинів з підвищеною густиною.
Обважнені (густина тампонажних розчинів ≤ 1950 ÷ ≥ 2300 кг/м3) і важкі (густина ≤ 2300 кг/м3) тампонажні матеріали належать до модифікованих цементів. Існує чотири найбільш поширених способи обважнення тампонажних матеріалів:
1) введення обважнювачів шляхом змішування їх з в᾽яжучим матеріалом;
2) застосування рудних цементів, густина яких значно більша ніж звичайних портландцементів;
3) спільний помел клінкеру та обважнювальних домішок;
4) збільшення вмісту оксиду заліза у портландцементі.
Найбільш широкий діапазон регулювання густини можна одержати за допомогою першого з названих способів.
При тужавінні цементний камінь з багатьох тампонажних цементів має тенденцію до деформації усадки, дія якої є негативним чинником для надійного розмежування пластів. Як правило, це є головною причиною неякісного цементування. Тому актуальною є проблема надання тампонажним цементам властивості розширюватись у процесі тужавіння.
Цементи, що розширюються при тужавінні, належать до модифікованих в'яжучих матеріалів. Вони включають здебільшого в'яжучу основу і модифікуючий розширювальний компонент.
Сьогодні відомі три способи розширення цементного каменю при тужавінні:
1) Коли до складу цементу входять речовини, які при хімічній реакції утворюють газоподібні продукти. При цьому утворені пухирці газу, збільшуючись в об'ємі, викликають розширення тампонажного матеріалу у процесі його тужавіння;
2) При утворенні комплексних солей типу гідросульфоалюміна-ту кальцію трисульфатної форми 3CaO.Al2O3.3CaSO4.31H2O (етрінгіту), кристали якого мають приблизно подвійний об'єм порівняно з об'ємом реагуючих компонентів цементу;
3. При гідратації вільних оксидів кальцію або магнію з утворенням Ca(OH)2 або Mg(OH)2, які за об'ємом приблизно у 2 рази перевищують початкові оксиди.
Для тампонажних матеріалів, що розширюються при тужавінні, найбільше підходить спосіб розширення за рахунок утворення гідроксидів кальцію або магнію. При застосуванні цього способу розширення цементного каменю використовують мінеральні домішки, які вміщують вільні оксиди кальцію і магнію (негашене вапно, висококальцієва зола від спалювання горючих сланців, магнезіальне вапно, каустичний магнезит або доломіт тощо).
Для регулювання термінів загуснення і тужавіння тампонажних розчинів використовують спеціальні реагенти-домішки — сповільнювачі процесу тужавіння.
Серед сповільнювачів найбільш поширеним реагентом є нітрилотриметилфосфонова кислота (НТФК).